# Mistrovství světa v orientačním běhu 1972
4. Mistrovství světa v orientačním běhu proběhlo ve dnech 14. až 16. září roku 1972. Pořadatelskou zemí bylo Československo. Hlavním dějištěm závodů tehdy bylo rekreační centrum Staré Splavy na severovýchodním břehu Máchova jezera poblíž města Doksy. V mužích tu startovalo 77 závodníků a v ženách 49 závodnic ze 17 zemí světa. Ve štafetových závodech startovalo 8 mužských čtyřčlenných a 12 ženských tříčlenných štafet. Československo reprezentovali: Josef Borůvka, Eva Folprechtová, Anna Handzlová, Jaroslav Hořínek, Jaroslav Jašek, Zdeněk Lenhart, Naděžda Mertová, Petr Uher a Renata Vlachová. Československá výprava na tomto mistrovství získala historicky druhou bronzovou medaili. Vybojovaly ji ženy v závodě štafet ve složení Anna Handzlová, Renata Vlachová a Naděžda Mertová. Úspěšných výsledků v závodě jednotlivců dosáhli muži 5. a 8. místem.

## Program závodů
| Den    | Závod       | Centrum závodu |
| ------ | ----------- | -------------- |
| 14. 9. | jednotlivci | Jetřichovice   |
| 16. 9. | štafety     | Obrok          |

## Účastníci
Mistrovství se zúčastnili sportovci z 17 členských výprav Mezinárodní federace orientačního běhu, kteří se utkali o 4 medailové sady a celkem 27 medailí.
- Austrálie (1)
- Belgie (9)
- Bulharsko (10)
- Československo (9)
- Dánsko (6)
- Finsko (9)
- Francie (1)
- Kanada (5)
- Maďarsko (10)
- Norsko (9)
- Polsko (8)
- Rakousko (8)
- Spojené království (11)
- Švédsko (12)
- Švýcarsko (10)
- Východní Německo (11)
- Západní Německo (9)

## Individuální závod
| Muži                                     | Muži                                     | Muži                                     | Muži                                     | Muži                                     | Ženy                                     | Ženy                                     | Ženy                                     | Ženy                                     | Ženy                                     |
| ---------------------------------------- | ---------------------------------------- | ---------------------------------------- | ---------------------------------------- | ---------------------------------------- | ---------------------------------------- | ---------------------------------------- | ---------------------------------------- | ---------------------------------------- | ---------------------------------------- |
| - Traťové parametry: 13,5 km, 18 kontrol | - Traťové parametry: 13,5 km, 18 kontrol | - Traťové parametry: 13,5 km, 18 kontrol | - Traťové parametry: 13,5 km, 18 kontrol | - Traťové parametry: 13,5 km, 18 kontrol | - Traťové parametry: 8,25 km, 12 kontrol | - Traťové parametry: 8,25 km, 12 kontrol | - Traťové parametry: 8,25 km, 12 kontrol | - Traťové parametry: 8,25 km, 12 kontrol | - Traťové parametry: 8,25 km, 12 kontrol |
| Umístění                                 | Země                                     | Jméno                                    | Čas                                      | Ztráta                                   | Umístění                                 | Země                                     | Jméno                                    | Čas                                      | Ztráta                                   |
|                                          | Norsko                                   | Åge Hadler                               | 1:35:57                                  |                                          |                                          | Maďarsko                                 | Sarolta Monspartová                      | 1:17:01                                  |                                          |
|                                          | Norsko                                   | Stig Berge                               | 1:40:52                                  | +0:04:55                                 |                                          | Finsko                                   | Pirjo Seppäová                           | 1:18:35                                  | +0:01:34                                 |
|                                          | Švédsko                                  | Bernt Frilen                             | 1:43:55                                  | +0:07:58                                 |                                          | Švédsko                                  | Birgitta Larssonová                      | 1:18:53                                  | +0:01:52                                 |
| 5.                                       | Československo                           | Petr Uher                                | 1:47:34                                  | +0:11:37                                 | 10.                                      | Československo                           | Naděžda Mertová                          | 1:25:17                                  | +0:08:16                                 |
| 8.                                       | Československo                           | Zdeněk Lenhart                           | 1:48:45                                  | +0:12:48                                 | 11.                                      | Československo                           | Renata Vlachová                          | 1:26:11                                  | +0:09:10                                 |
| 22.                                      | Československo                           | Josef Borůvka                            | 1:57:25                                  | +0:21:28                                 | 14.                                      | Československo                           | Anna Handzlová                           | 1:31:39                                  | +0:14:38                                 |
| 31.                                      | Československo                           | Jaroslav Jašek                           | 2:04:36                                  | +0:28:39                                 | 16.                                      | Československo                           | Eva Folprechtová                         | 1:33:12                                  | +0:16:11                                 |
| 42.                                      | Československo                           | Jaroslav Hořínek                         | 2:14:57                                  | +0:39:00                                 |                                          |                                          |                                          |                                          |                                          |

## Štafetový závod
| Muži                                                                                 | Muži                                                                                 | Muži                                                                                 | Muži                                                                                 | Muži                                                                                 | Ženy                                                                 | Ženy                                                                 | Ženy                                                                 | Ženy                                                                 | Ženy                                                                 |
| ------------------------------------------------------------------------------------ | ------------------------------------------------------------------------------------ | ------------------------------------------------------------------------------------ | ------------------------------------------------------------------------------------ | ------------------------------------------------------------------------------------ | -------------------------------------------------------------------- | -------------------------------------------------------------------- | -------------------------------------------------------------------- | -------------------------------------------------------------------- | -------------------------------------------------------------------- |
| - Traťové parametry: 1. úsek: 9,2 km/2. úsek: 8,5 km/3. úsek: 8,6 km/4. úsek: 9,3 km | - Traťové parametry: 1. úsek: 9,2 km/2. úsek: 8,5 km/3. úsek: 8,6 km/4. úsek: 9,3 km | - Traťové parametry: 1. úsek: 9,2 km/2. úsek: 8,5 km/3. úsek: 8,6 km/4. úsek: 9,3 km | - Traťové parametry: 1. úsek: 9,2 km/2. úsek: 8,5 km/3. úsek: 8,6 km/4. úsek: 9,3 km | - Traťové parametry: 1. úsek: 9,2 km/2. úsek: 8,5 km/3. úsek: 8,6 km/4. úsek: 9,3 km | - Traťové parametry: 1. úsek: 6,2 km/2. úsek: 5,6 km/3. úsek: 6,0 km | - Traťové parametry: 1. úsek: 6,2 km/2. úsek: 5,6 km/3. úsek: 6,0 km | - Traťové parametry: 1. úsek: 6,2 km/2. úsek: 5,6 km/3. úsek: 6,0 km | - Traťové parametry: 1. úsek: 6,2 km/2. úsek: 5,6 km/3. úsek: 6,0 km | - Traťové parametry: 1. úsek: 6,2 km/2. úsek: 5,6 km/3. úsek: 6,0 km |
| Umístění                                                                             | Země                                                                                 | Jméno                                                                                | Čas                                                                                  | Ztráta                                                                               | Umístění                                                             | Země                                                                 | Jméno                                                                | Čas                                                                  | Ztráta                                                               |
|                                                                                      | Švédsko                                                                              | 1. Lennart Carlström 2. Rolf Petterson 3. Arne Johansson 4. Bernt Frilen             | 4:41:37                                                                              |                                                                                      |                                                                      | Finsko                                                               | 1. Sinikka Kukkonenová 2. Pirjo Seppäová 3. Liisa Veijalainenová     | 2:33:42                                                              |                                                                      |
|                                                                                      | Švýcarsko                                                                            | 1. Dieter Hulliger 2. Dieter Wolf 3. Bernard Marti 4. Karl John                      | 4:47:23                                                                              | +0:05:14                                                                             |                                                                      | Švédsko                                                              | 1. Birgitta Johanssonová 2. Ulla Lindkvistová 3. Birgitta Larssonová | 2:33:52                                                              | +0:00:10                                                             |
|                                                                                      | Maďarsko                                                                             | 1. Boros Zoltán 2. Sőtér János 3. Vajda Géza 4. Hegedüs András                       | 5:09:29                                                                              | +0:28:08                                                                             |                                                                      | Československo                                                       | 1. Naděžda Mertová 2. Renata Vlachová 3. Anna Handzlová              | 2:45:00                                                              | +0:11:18                                                             |
| 4.                                                                                   | Československo                                                                       | 1. Josef Borůvka 2. Petr Uher 3. Zdeněk Lenhart 4. Jaroslav Jašek                    | 5:20:13                                                                              | +0:38:24                                                                             |                                                                      |                                                                      |                                                                      |                                                                      |                                                                      |

## Medailová klasifikace podle zemí
Úplná medailová tabulka:
| Umístění | Země           | Zlato | Stříbro | Bronz | Součet |
| -------- | -------------- | ----- | ------- | ----- | ------ |
|          | Švédsko        | 1     | 1       | 2     | 4      |
|          | Finsko         | 1     | 1       | 0     | 2      |
|          | Norsko         | 1     | 1       | 0     | 2      |
| 4.       | Maďarsko       | 1     | 0       | 1     | 2      |
| 5.       | Švýcarsko      | 0     | 1       | 0     | 1      |
| 6.       | Československo | 0     | 0       | 1     | 1      |